# 고즈촌 (미에현)
고즈촌(上津村)은 미에현 나가군에 설치되었던 촌이다. 현재의 이가시에 해당한다.